# Derre (distrito)

localização do distrito de Derre em Moçambique

Derre é um distrito da província da Zambézia, em Moçambique, com sede na povoação de Derre. Foi criado em 2013, com a elevação a distrito do posto administrativo do Derre que pertencia ao distrito de Morrumbala.
Tem limites a norte com o distrito de Milange, a oeste com os distritos de Morrumbala e Mopeia da província de Tete, a sul com o distrito de Inhassunge e a leste com os distritos de Mocuba e Nicoadala.
Em 2012, o distrito tinha uma população estimada em 85 385 habitantes.

## Divisão administrativa
O distrito está dividido nos postos administrativos de Guerissa e Derre, compostos pelas seguintes localidades:
- Posto Administrativo de Derre:
  - Derre
  - Machindo
- Posto Administrativo de Guerissa

A localidade de Guerissa foi elevada a posto administrativo em 2017.